# Bolera de los Moros

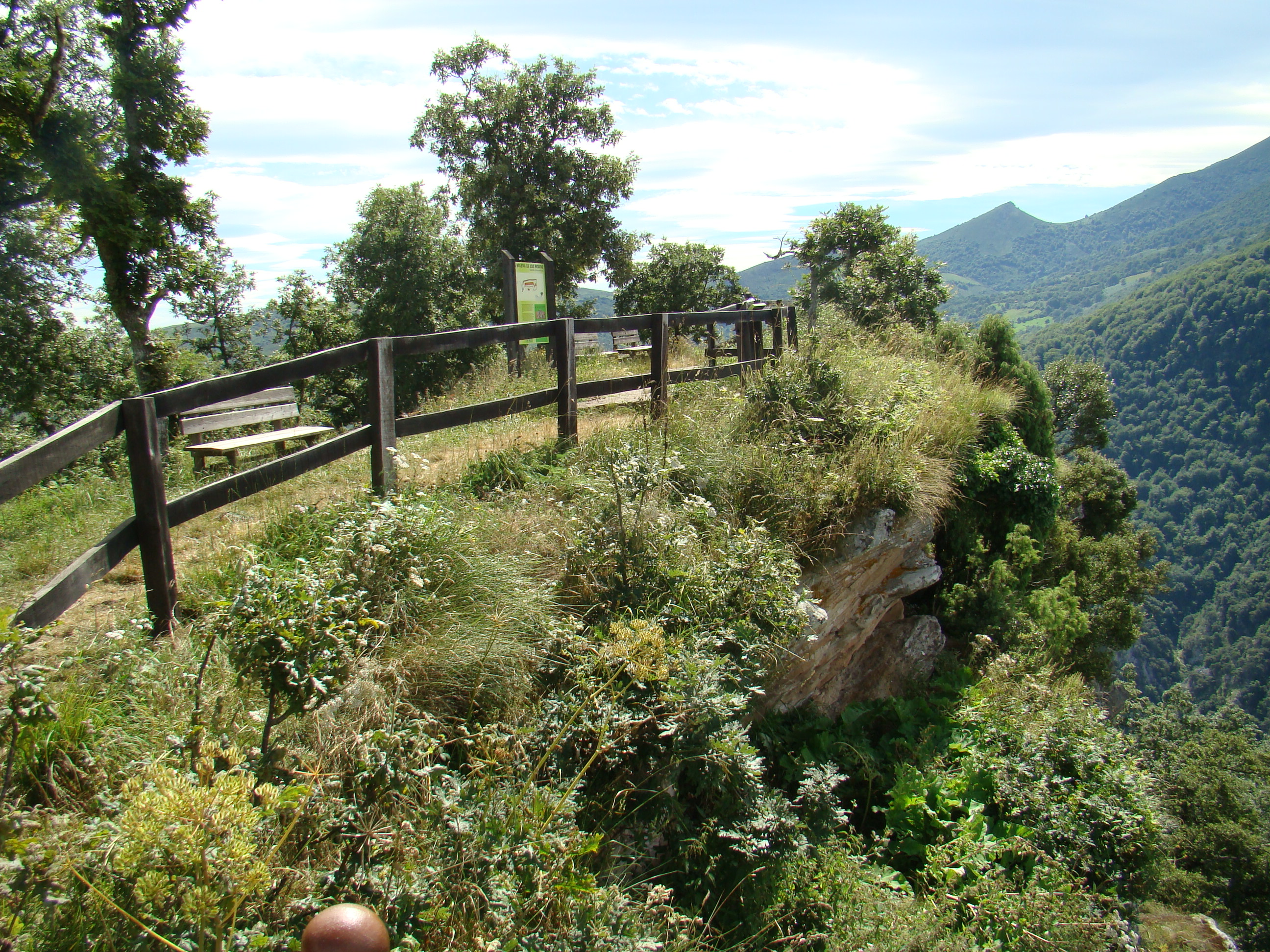
Zona de la Bolera de los Moros y el mirador de Jozarcu.

La Bolera de los Moros fue una fortaleza construida entre los siglos VIII y XII, cuyas ruinas son conocidas como castillo de Piñeres. Las excavaciones coordinadas por Pedro Sarabia confirmaron la presencia de una torre de planta trapezoidal, una atalaya de planta ovoide con diámetros de 10 y 6 metros, separada de la primera estructura por un patio, fuertes murallas y una primitiva ermita advocada a Santa Catalina de la cual sólo quedan los cimientos. El castillo está situado sobre el monte Jozarcu, junto al mirador de Jozarcu, en el término municipal de Peñarrubia (Cantabria, España). Fue declarado bien de interés cultural como zona arqueológica por ley 16/1985, habiendo sido protegido ya el 22 de abril de 1949. Al igual que otros castillos coetáneos de Cantabria, la Bolera de los Moros parece haber estado relacionado con el alfoz de Peñarrubia. Su proximidad a la iglesia mozárabe de Santa María de Lebeña y la existencia del topónimo cueva de La Mora en las cercanías, puede indicar que esta zona acogió a exiliados cristianos procedentes de las tierras islamizadas del sur. En Liébana se dice que se le llama Bolera de los Moros porque en ese lugar los musulmanes jugaban a los bolos con bolos y bolas fabricadas en oro, si bien recibe este nombre por tener forma de bolera.
Es el vestigio no prehistórico más antiguo de Peñarrubia, y probablemente jugó un papel importante como atalaya estratégica de vigilancia de los accesos a la costa. Además de las diferentes estructuras se han hallado huesos, metales y diversas cerámicas, algunas decoradas y, en especial, del tipo «a peine», común en Asturias. La decoración encontrada, pintada y estriada, es característica del arte de repoblación.
En 1999 se excavaron en torno a 300 m² del yacimiento, descubriéndose los lienzos de muros y los cimientos de las estructuras que lo forman, asentando los restos y acondicionando la zona para su visita, lo que incluyó la creación de un aparcamiento y su debida señalización.